# Mouvement national libre
Le Mouvement national libre (en anglais : Free National Movement, FNM) est un parti politique libéral bahaméen fondé en 1971. 
Hubert Ingraham en prend la tête en 1990 et le mène à la victoire à deux reprises en 1992, puis en 1997. Il est à nouveau au pouvoir avec Hubert Minnis de 2017 à 2021.

## Historique

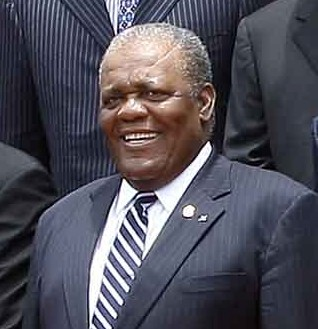
Hubert Ingraham, chef du FNM et premier ministre des Bahamas, en 2009.

L'origine du MNL se trouve dans la contestation par Cecil Wallace Whitfield, ministre de l'Éducation, de l'autoritarisme de Lynden Pindling au sein du gouvernement et du Parti libéral progressiste. En 1970, avec sept autres députés, ils quittent le PLP pour former le Parti libéral progressiste libre (Free Progressive Liberal Party). Whitfield rallie à lui un groupe de députés du Parti bahaméen uni (UBP) et forment ainsi un nouveau parti, le MNL dont il devient le principal dirigeant.
Lors des élections de 1972, le parti gagne neuf sièges, contre vingt-neuf pour le PLP, il rassemble autour de lui les votes de la minorité blanche qui votait auparavant pour l'UBP et le vote des électeurs noirs qui ne se reconnaissent pas dans le discours du PLP, mais Whitfield perd son siège de député. Kendal Isaacs devient alors le leader du parti. En 1973, quatre membre du FNM liés au mouvement sécessionniste des îles Abacos sont exclus ce qui affaiblit le parti. En 1975, Whitfield reprend la tête du parti, mais à cause des querelles au sein de celui-ci, des membres, dirigés par Henry Botswick, le quittent pour former le Parti démocratique bahaméen (Bahamian Democratic Party) en 1976. Lors des élections de 1977, ce dernier devient le deuxième parti de l'île reléguant le FNM à la troisième place avec seulement deux élus. En 1981, les deux partis se rassemblent sous la direction de Kendal Isaacs, mais cela n’empêche pas une nouvelle défaite en 1982 puis en 1987. Whitfield reprend alors la tête du parti jusqu'à sa mort en mai 1990.
C'est alors un dissident du PLP, Hubert Ingraham, qui prend la tête du FNM dont il casse l'image de parti de la vieille classe dominante blanche. Sous sa direction, le parti remporte les élections de 1992 et met fin à vingt-cinq ans de domination du PLP sur les Bahamas. Le FNM soutient les réformes du Premier ministre Hubert Ingraham dans le domaine financier, mais à la fin de son deuxième mandat, ce dernier souhaite laisser ses responsabilités politiques et c'est O. Tommy Turnquest qui prend la direction du parti. Il perd les élections de 2002 et les opposants au nouveau leader demande le retour d'Hubert Ingraham qui est réélu comme président du parti dès 2003. Les élections de 2007 sont une nouvelle victoire pour le FNM et Ingraham qui redevient Premier ministre. Il perd cependant les élections de 2012 face au Parti libéral progressiste de Perry Christie. 
Après la défaite et le retrait de la vie politique d'Hubert Ingraham, c'est Hubert Minnis qui devient le nouveau chef du parti et de l'opposition. Enfin, à la suite des élections législatives du 10 mai 2017, remportées largement par le Mouvement national libre, Minnis succède à Perry comme Premier ministre.